# Englischer Garten 2

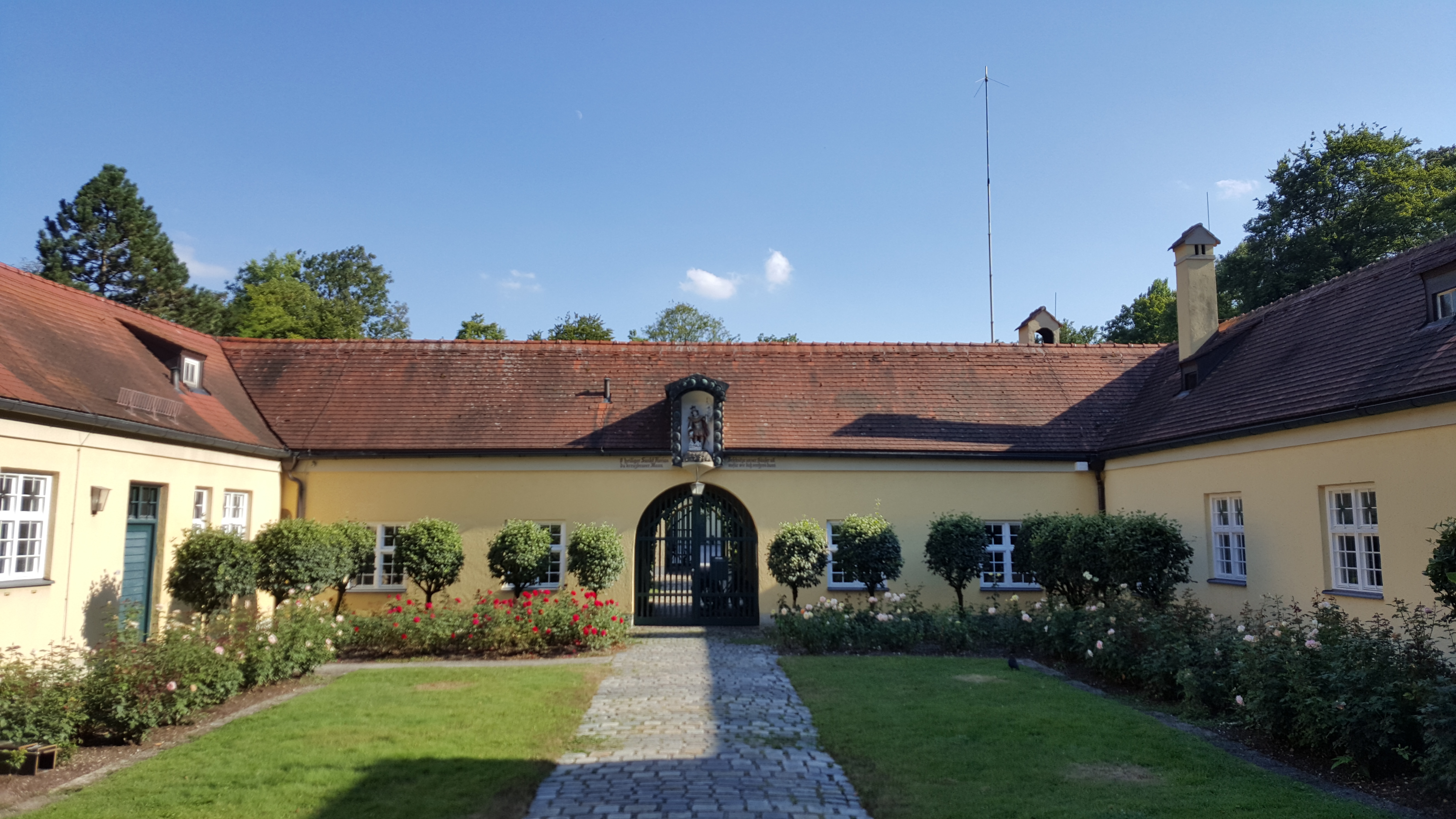
Ökonomie- und Verwaltungsgebäude (Hof)

Englischer Garten 2 ist die Anschrift eines Gebäudekomplexes in München im Lehel (Englischer Garten Süd; gegenüber dem Chinesischen Turm). Der Komplex wurde zunächst Ökonomiegebäude bei der Schwaige genannt. Die Gebäude wurden von Johann Baptist Lechner geplant und 1793 erbaut.

## Denkmalschutz
Heute ist er unter dem Namen Ökonomie- und Verwaltungsgebäude als Baudenkmal in die Bayerische Denkmalliste eingetragen.
Die Beschreibung lautet:

„niedriger Gebäudekomplex mit offenem und dahinter einem geschlossenen Hof, mit stark erneuerten Nebengebäuden, von Johann Baptist Lechner, 1790/93“

Heute befindet sich in den Gebäuden die Verwaltung des Englischen Gartens (Außenverwaltung der Bayerischen Verwaltung der staatlichen Schlösser, Gärten und Seen).